# Hornostaiszki
Hornostaiszki (lit. Gornostajiškės) – wieś na Litwie, w gminie rejonowej Soleczniki, 3 km na północny wschód od Ejszyszek, zamieszkana przez 9 ludzi. Przed II wojną światową w Polsce, w powiecie lidzkim województwa nowogródzkiego. Zabytkowa kancelaria sędziego pokoju, zbudowana na miejscu zwanym Horodyszczem.